# Rhodaliidae
É uma família de cnidários pertencente à classe hydrozoa, ordem Siphonophora, subordem Physonectae. Apesar da semelhança, elas não são medusas, mas sim colonias de pequenos pólipos e medusas flutuantes, alguns tem veneno.